# Lista de episódios de Carga Pesada
Esta é uma lista de episódios de Carga Pesada, uma série televisiva exibida no Brasil pela TV Globo de 22 de maio de 1979 a 2 de janeiro de 1981, e de 29 de abril de 2003 a 7 de setembro de 2007, protagonizada por Stênio Garcia, e Antônio Fagundes. A primeira versão foi ao ar de 1979 a 1981. A segunda nos anos de 2003, 2004, 2005, 2006, e 2007, A série também foi exibida pela Globo Internacional em 2008.

## Episódios da Primeira Versão

### Exibição de 22/05/1979 a 02/01/1981
Adeus, Dequinha (1979);
Pogrom – Moralidade se Conquista (1979);
Operação Limpeza (1979);
A Estrada (1979);
A Enchente (1979);
A Fuga (1979);
A Noite do Demo (1979);
A Suspeita (1979);
A Penca (1979);
Vingança Tardia (1979);
Arapuca (1979);
O Velho Viana (1979);
Pagamento contra Entrega (1979);
O Malfazejo (1979);
A Explosão (1979);
O Caso do Titio (1979);
A Procura (1979);
A Aposta (1979);
O Arrocho (1979);
A Santa (1979);
Algemas (em duas partes) (1979);
Br Futebol Clube (1979);
Carga Lírica (1979);
A Lei dos Carreteiros (1979);
Cotidiano (1980);
Mão Cinzenta (1980);
A Rinha (1980);
Bode Expiatório (1980);
Em Nome da Santa (1980);
O Foragido (1980);
Sangue do Meu Sangue (1980);
Posto Esperança (1980);
O Grande Assalto (1980);
Na Estrada da Vida Não Tem Retorno (1980);
A Barricada (1980);
O Último Olhar (1980);
Assombração (1980);
Perdão, Dadá (1980);
Feito Mancha na Estrada (1980);
A Disputa (1980);
Bem-Querer (1980);
A Vaca Talhada (1980);
O Professor (1980);
Frete Carioca (1980);
O Casamento de Pedro (1980);
Os Filhos de Bino (1980);
Pra Morrer Basta Estar Vivo (1980);
Lance Final (1980);
Peru de Natal (1980);

## Episódios da Segunda Versão

### Primeira temporada - 2003
| Episódio                | Data de exibição       | Sinopse |
| ----------------------- | ---------------------- | --- |
| A grande viagem parte 1 | 29 de abril de 2003    | Após 22 anos, Bino decide reencontrar Pedro, viaja para Bagé para encontrar o velho companheiro de estrada e os dois recomeçam suas aventuras pelo Brasil afora.                                                                                           |
| A grande viagem parte 2 | 6 da maio de 2003      | A dupla de caminhoneiros se encontra com Pedrinho no meio da viagem que estão fazendo até a Bahia; Pedro pede que o universitário se encontre com os dois, em São Paulo.                                                                                   |
| A grande viagem parte 3 | 13 de maio de 2003     | Pedro e Bino se defrontam com um saque em uma estrada no Nordeste. Um caminhão transportando porcos vira na estrada e a população local rouba a carga ao invés de ajudar o motorista que está bastante ferido.                                             |
| A grande viagem parte 4 | 20 de maio de 2003     | Pedro e Bino vão transportar uma carga perecível. A dupla passa por um incêndio a beira da estrada e enfrenta uma quadrilha que tenta roubar o seu caminhão.                                                                                               |
| Caminhos cruzados       | 12 de agosto de 2003   | Gringo e Nadia formam um casal de origem hispânica que levam a vida com alguns descaminhos. Em um restaurante de estrada, Pedro vê os dois. |
| O passado me condena    | 19 de agosto de 2003   | Pedro e Bino vão a uma boate e Bino se depara com Janete, filha de um grande amigo que não vê há anos. Chocado com o fato de a menina estar se prostituindo, Bino decide procurar o amigo para falar sobre como sua filha ganha a vida.                    |
| Fronteira sem lei       | 26 de agosto de 2003   | Devido a uma crise renal, Pedro fica internado em um hospital por alguns dias para se recuperar e Bino tem que levar a carga de pneus para Porto Velho, Rondônia, sem seu companheiro; Pedro obriga Bino a levar Pedrinho com ele para revezar na direção. |
| Carga perecível         | 2 de setembro de 2003  | Pedro da Boléia fica bastante comovido ao encontrar uma criança abandonada na cabine do caminhão que tem em sociedade com Bino. |
| A vaca de milhão        | 9 de setembro de 2003  | O charme de mulherengo de Pedro da Boléia atrai não só as mulheres, mas também as vacas; Pedro e Bino reencontram Gaúcho, corajoso caminhoneiro que cai em uma cilada.                                                                                     |
| Companheiros            | 16 de setembro de 2003 | Pedro e Bino acabam se envolvendo numa investigação de uma quadrilha de receptação de cargas envolvendo policiais corruptos. É neste episódio onde é proferida a frase "É uma cilada, Bino".                                                               |
| Cotidiano               | 23 de setembro de 2003 | Depois de passar a noite em uma delegacia porque se envolveu em uma briga, Pedro resolve dar uma volta para espairecer. Pedrinho, ao contrário do padrinho, prefere descansar.                                                                             |
| Terra mãe               | 30 de setembro de 2003 | Angustiado com o congestionamento da estrada, Pedro resolve desviar o caminho por um atalho no meio do mato. Bino, mesmo contrariado, acaba concordando, pois está preocupado com o prazo de entrega da carga, que é perecível.                            |

### Segunda temporada - 2004
| Episódio               | Data de exibição       | Sinopse |
| ---------------------- | ---------------------- | --- |
| A gente chega lá       | 16 de abril de 2004    | Pedro e Bino encontram na estrada um ex-caminhoneiro muito doente, que foi abandonado pelo filho em um asilo. Ele pede para Bino encontrar seu filho, e eles partem para realizar o desejo do velho companheiro de estrada.                               |
| Atravessadores         | 23 de abril de 2004    | Pedro e Bino se envolvem em uma grande confusão para ajudar uma colônia de pescadores. Ao parar em um pequeno vilarejo litorâneo, a dupla de caminhoneiros se confronta com a exploração de intermediários.                                               |
| Homem não chora        | 30 de abril de 2004    | Pedro e Bino começam a aventura em um reformatório, quando vão fazer um favor a um amigo de Bino, levando comida para seu filho. Eles acabam se envolvendo com Waldeci, um dos adolescentes que fugiu do reformatório.                                    |
| Direção perigosa       | 7 de maio de 2004      | Pedro e Bino vão cruzar na estrada com um grupo de turistas em apuros. Os excursionistas seguiam rumo à praia, a bordo de um ônibus. O motorista, Adelmo, acaba dormindo ao volante e batendo em uma barraca montada no acostamento.                      |
| Entre sombras          | 14 de maio de 2004     | Pedro fica com a visão turva e tem dificuldade até de enxergar pequenos objetos, como as moedas para pagar um café. Preocupado com o amigo, Bino leva Pedro ao hospital, para fazer exames.                                                               |
| E agora, companheiro?  | 21 de maio de 2004     | Pedro e Bino se apaixonam pela mesma mulher. A musa dos caminhoneiros é Gabriela, domadora de leões e dona de um circo que chega à cidade onde a dupla deve fazer uma entrega.                                                                            |
| Estrada.com.br         | 28 de maio de 2004     | Pedro se revolta com as dificuldades pelas quais ele, Bino e outros caminhoneiros tem que passar por causa da má situação das rodovias e decide bloquear a estrada para chamar a atenção das autoridades responsáveis.                                    |
| O Lobisomem            | 13 de agosto de 2004   | Pedro e Bino se veem presos em uma cidade onde seus moradores acreditam que ela esteja assombrada por um lobisomem. Por causa de uma barragem que interrompeu a estrada na noite chuvosa, a dupla é obrigada a pernoitar em uma pequena vila.             |
| A volta da mãe pródiga | 20 de agosto de 2004   | Pedro está carregando o caminhão para mais uma entrega, quando se surpreende ao reencontrar um grande amor do passado: Maria . A ex-namorada do caminhoneiro pede ajuda a ele e ao amigo Bino para reencontrar sua filha.                                 |
| Carga Maldita          | 27 de agosto de 2004   | Pedro e Bino vão transportar uma carga ilegal. A dupla passará por muitos problemas porque a mercadoria é um derivado de petróleo, que foi proibido há mais de 20 anos. A substância contamina o solo e a água, provoca câncer e ataca o sistema nervoso. |
| Quadro Negro           | 3 de setembro de 2004  | Pedro e Bino se envolvem em uma grande confusão. Ao parar em um pequeno vilarejo, a dupla de caminhoneiros se depara com um grande incêndio em uma escola comunitária.                                                                                    |
| Vítima do Silêncio     | 10 de setembro de 2004 | Pedro e Bino se envolvem em enrascadas para ajudar Catarina, uma mulher que sofre agressões do marido; enquanto Bino dorme no caminhão, Pedro faz uma saída na noite para uma boate da cidade.                                                            |
| Zíngara                | 17 de setembro de 2004 | Pedro e Bino salvam uma criança depois de um grande acidente de carro na estrada. Ao seguir pela rodovia com mais uma mercadoria, os caminhoneiros se assustam com uma senhora, que surge na frente do caminhão, pedindo ajuda.                           |

### Terceira temporada - 2005
| Episódio                     | Data de exibição       | Sinopse |
| ---------------------------- | ---------------------- | --- |
| Arara Una                    | 8 de abril de 2005     | Neste episodio, os parceiros Pedro e Bino se dedicam a combater o tráfico de animais silvestres na Amazônia. Ao se perderem em uma estrada avistam os traficantes. Enquanto fogem dos traficantes encontram uma tribo indígena.                                                    |
| O Corno Sou Eu               | 15 de abril de 2005    | Enquanto aguardam o pagamento de uma carga, Pedro acaba se envolvendo com Marines, sem saber que ela é esposa de um grande amigo seu. |
| Não Faz Diferença            | 22 de abril de 2005    | Neste episódio Bino faz uma promessa à Raimundo, amigo caminhoneiro que em seu leito de morte entregaria seu filho portador da síndrome de Down para a mãe Socorro, na cidade de Santa Marta da Serra.                                                                             |
| Penúltimo Desejo             | 6 de maio de 2005      | Neste episódio Pedro e Bino topam fazer um frete um tanto pitoresco, transportar a dona Leontina viúva do seu Jesus e o falecido no caixão em cima do caminhão causando intrigas por onde passar.                                                                                  |
| Sem Identidade               | 13 de maio de 2005     | Para tentarem salvar Marta, uma moça que está em apuros na correnteza de um rio, Pedro e Bino, sem titubear, se jogam na água. Pedro consegue ajudá-la, mas Bino acaba sendo levado pela correnteza e desaparece.                                                                  |
| Sorte Grande                 | 20 de maio de 2005     | Pedro e Bino compram um bilhete da loteria para ajudar Expedito, deficiente físico que trabalha em um posto de gasolina. Durante a viagem eles perdem o bilhete, e só se dão conta após escutarem pelo rádio que ganharam o prêmio.                                                |
| Muita Areia Pro Meu Caminhão | 27 de maio de 2005     | Cinco amigos caminhoneiros fazem uma aposta, aonde quem ganhasse teria que seduzir Rose diCaprio, uma cantora famosa ao fazer sua turnê pela cidade, Bino acaba se passando por um coronel fazendeiro milionário.                                                                  |
| Capitão do Mar               | 3 de junho de 2005     | Pedro e Bino conhecem Marcos, um mendigo que acaba morrendo nos braços de Pedro, que promete entregar um diário e um mapa do tesouro a esposa Raquel e seu filho Siri. |
| Primeiro Prêmio              | 19 de agosto de 2005   | Pedro e Bino participam de uma gincana de caminhoneiros. Com pouco dinheiro para o fim de semana, Pedro tenta convencer o amigo a ir ao evento com a desculpa de que podem melhorar suas condições financeiras.                                                                    |
| O Poder                      | 26 de agosto de 2005   | Pedro e Bino são parados na estrada por um policial rodoviário que resolve fazer um controle de rotina com o caminhão. Ao encontrar uma irregularidade no veículo, o policial avisa a Pedro e Bino que eles precisam pagar uma propina para irem embora.                           |
| Homem de família             | 2 de setembro de 2005  | Durante uma viagem ao Vale do Rio São Francisco, Pedro conhece Helena, mãe de três filhos. Impressionado com o jeito de Helena, acaba confessando seu amor pela moça, mas fica na dúvida se está preparado para deixar de ser um caminhoneiro.                                     |
| Armadilha                    | 9 de setembro de 2005  | Pedro e Bino caem em uma armadilha ao tentarem ajudar a família de um amigo que morreu. A esposa do falecido, desesperada com as dívidas que o marido deixou, pede aos caminhoneiros para realizar o frete de eletrônicos que ficou pendente.                                      |
| Estupidez                    | 16 de setembro de 2005 | Durante uma viagem, Pedro e Bino são surpreendidos na estrada por um motorista que faz loucuras com o carro. Pedro, indignado com a irresponsabilidade do rapaz, enfrenta-o e chama sua atenção toda vez que se cruzam na estrada, mas o jovem não dá importância ao caminhoneiro. |
| Som na Lata                  | 23 de setembro de 2005 | Pedro e Bino acabam em um lugar barra pesada, onde um grupo de traficantes tenta impedir que em uma comunidade tenha um grupo de adolescentes que fazem instrumentos com latas. Neste episódio o Titan pega fogo e, com o dinheiro do seguro, Pedro e Bino compram o Consellation. |
| Clarão                       | 30 de setembro de 2005 | Bino revela um dom especial e passa a prever tudo o que acontecerá em um futuro próximo. Empolgado com a premonição do amigo, Pedro o convence a utilizar o dom em proveito próprio e o leva para tentar a sorte em um bingo.                                                      |
| Liberdade, Liberdade         | 7 de outubro de 2005   | Os caminhoneiros, durante mais uma de suas viagens, encontram uma carvoaria que utiliza-se de trabalho escravo. Ao verem homens sendo maltratados e obrigados a trabalharem em condições subumanas, Pedro e Bino resolvem fazer algo para ajudar.                                  |
| Por Trás da Lona             | 21 de outubro de 2005  | Ao passar uma noite com Lúcia, uma caminhoneira que conheceu na estrada, Pedro fica desesperado quando percebe que, pela primeira vez, não conseguiu dar conta do recado. |
| O Pior Inimigo               | 28 de outubro de 2005  | Pedro e Bino presenciam um assassinato encomendado, Pedro decide fazer o retrato falado do assassino, o que eles não imaginavam era que o próprio assassino fosse atrás de Pedro para um acerto de contas.                                                                         |
| Caixa Preta                  | 4 de novembro de 2005  | Há tempos sem conseguir um frete, Bino arruma com um velho amigo de estrada o transporte de uma carga para sair do sufoco. Ao ficarem enguiçados durante a viagem, descobrem, sem querer, que parte da carga que estão transportando é ilegal.                                     |
| Vem Dançar                   | 11 de novembro de 2005 | Pedro, ao se sentir culpado pelo acidente de Vitória, não mede esforços para trazer de volta alegria à vida da amiga. Vitória, após ouvir uma recusa de Pedro para jantar, procura-o no bar em que ele se encontra com amigos.                                                     |

### Quarta temporada - 2006
| Episódio               | Data de exibição     | Sinopse |
| ---------------------- | -------------------- | --- |
| A Loira do Banheiro    | 2 de junho de 2006   | Pedro e Bino se vêem envolvidos em uma trama de mistério. Após ter um pesadelo com uma loira dentro de um banheiro, Pedro passa a ter visões com a mulher que, de forma insistente, lhe pede ajuda.                                             |
| Ser ou não Ser?        | 9 de junho de 2006   | Pedro será surpreendido com a notícia de que pode ser pai. Durante uma de suas viagens pelo Brasil, Pedro e Bino conhecem Jorge, um rapaz que acredita que Pedro é o pai que nunca conheceu.                                                    |
| Gritos na Estrada      | 16 de junho de 2006  | Pedro e Bino ficam parados na estrada em função de uma greve de fiscais que não tem previsão de acabar. A paralisação, que provoca uma fila de caminhões na estrada, obriga os caminhoneiros a permanecerem no mesmo local durante vários dias. |
| Mata o Véio, Mata!     | 23 de junho de 2006  | Pedro e Bino descobrem que mentira, além de ter perna curta, só traz complicação. Os caminhoneiros, ao reencontrarem Ivanildo, um amigo de longa data, concordam em lhe dar carona até a igreja que ele frequenta.                              |
| Roda Gigante           | 30 de junho de 2006  | Em uma das paradas que realizam durante a viagem, Bino fica encantado com uma pianista que faz uma apresentação em cima da carroceria de um caminhão. Impressionado com a moça, o caminhoneiro fica preocupado quando a vê passando mal.        |
| Reencontro às Cegas    | 14 de julho de 2006  | Após se envolver com uma mulher casada, Pedro recebe uma ligação de Rosa, uma mulher que ele não via há 20 anos e acaba marcando um encontro com ela.                                                                                           |
| Refém                  | 21 de julho de 2006  | Pedro e Bino são feitos reféns de um assalto à loja de conveniências de um posto de gasolina. |
| Infância Roubada       | 28 de julho de 2006  | Pedro e Bino tentam encontrar uma solução para o problema de Damiana, uma menina sem nenhuma perspectiva de futuro que foi abandonada pela família. Eles a acolhem e dão cuidado durante a viagem.                                              |
| Mistério no Trecho     | 4 de agosto de 2006  | Bino começa a ver pessoas pela estrada e comenta com Pedro como se elas estivessem próximas mas, na verdade, elas não estão mais vivas. Pedro sugere que descansem numa pensão estranha do caminho e se deparam com acontecimentos nebulosos.   |
| Triângulo das Bermudas | 11 de agosto de 2006 | Sorteados com passagens e hotel durante cinco dias, os caminhoneiros resolvem tirar férias da estrada. Ao chegarem no hotel, Pedro e Bino resolvem aproveitar as maravilhas oferecidas e acabam encontrando Tubarão, um primo de Bino.          |

### Quinta temporada - 2007
| Episódio           | Data de exibição      | Sinopse |
| ------------------ | --------------------- | --- |
| Mula-sem-cabeça    | 29 de junho de 2007   | Durante uma Festa Junina, Pedro se envolve com Bentinha sem desconfiar que a mulher é a Mula sem Cabeça. Com medo de ser amaldiçoado, ele pede ajuda a Bino e ao coronel Severino, que dá dicas de como lidar com a situação.                  |
| Dupla ação         | 6 de julho de 2007    | Pedro e Bino são vítimas de golpe de quadrilha: depois de comer em um posto na estrada, ambos se sentem mal, adormecem no volante e são capturados pelos bandidos.                                                                             |
| Chave de cadeia    | 13 de julho de 2007   | Pedro conhece uma mulher misteriosa. Bino desconfia das atitudes dela, mas seus conselhos ao amigo são em vão. Ela começa a segui-los e a ter ataque de ciúmes.                                                                                |
| Chora, cuíca       | 3 de agosto de 2007   | Pedro e Bino acompanham o drama de Denise, que sofre com um desabamento em sua comunidade e por ver seu filho Cid optar pela marginalidade. |
| Terceiro sinal     | 10 de agosto de 2007  | Pedro, com o apoio de Bino, interpreta um personagem de comédia de Shakespeare por uma noite para ajudar um grupo de teatro que sofre um acidente na estrada.                                                                                  |
| Marcas profundas   | 17 de agosto de 2007  | Durante uma viagem, Pedro e Bino conhecem Elisa, que está desiludida com a vida e sofrendo com a forma que o pai lhe trata. Incomodados com a situação, resolvem ajudá-la, mas a menina, com receio da reação do pai, recusa o apoio.          |
| O milagre          | 24 de agosto de 2007  | Indo para Dourados, Pedro e Bino vêem um avião cair. A dupla ajuda no resgate de passageiros e acredita presenciar um milagre ao encontrar uma senhora andando sozinha pela estrada. Os amigos prestam socorro e a levam com eles.             |
| Pau de serra       | 31 de agosto de 2007  | Pedro e Bino recebem uma boa proposta de trabalho no norte do Mato Grosso, mas a dupla de caminhoneiros descobre que terá que transportar madeira ilegal. Os dois se recusam, porém, o dono da empresa avisa que é tarde demais para desistir. |
| Vale o quanto pesa | 7 de setembro de 2007 | Pedro e Bino ficam presos na balança, sendo alegado excesso de peso, Bino adoece e sai a procura de uma farmácia e desaparece. |

1. ↑  «CARGA PESADA – 1ª VERSÃO - Temporada -1979». memoriaglobo.globo.com. Consultado em 4 de junho de 2018
2. ↑  «CARGA PESADA – 1ª VERSÃO - Temporada -1980». memoriaglobo.globo.com. Consultado em 4 de junho de 2018